# DKW E 250/300
Die DKW E 250 und DKW E 300 sind Motorräder der Zschopauer Motorenwerke J. S. Rasmussen.

## Technik
Die DKW E 250 und 300 ergänzten die seit 1925 gebauten kleineren Modelle DKW E 206/200, allerdings wurde der unten offene Rohrrahmen geändert. So sind die Rohre des Rahmenunterzugs leicht gebogen, um Platz für das getrennt eingebaute Getriebe zu erhalten. Statt der Pendelgabel wurde eine Parallelogrammgabel mit Schraubenfeder eingebaut, statt Trittbrettern haben die Modelle Fußrasten. Eine Primärkette leitet die Kraft an ein handgeschaltetes Dreiganggetriebe. Ein langer Schalthebel greift direkt am Getriebe an, das heißt, das Schalten wird nicht von einem kleinen Hebel neben dem Tank über ein Gestänge übertragen. Das Hinterrad wird über eine Kette angetrieben.
Mit dem Kraftfahrzeugsteuergesetz. Vom 21. Dezember 1927 wurde die Steuer für Krafträder ab dem 1. April 1928 je 100 cm³ gestaffelt erhoben. Der Hersteller vergrößerte daraufhin den Hubraum mittels größerer Bohrung auf 292,5 cm³, „um nach der neuen Steuer-Gesetzgebung die Steuergrenze von 300 ccm voll auszunützen“. Die Modelle wurden fortan als DKW E 300 vermarktet. Gegenüber der E 250 wurden ein geänderter Kolben sowie ein geänderter Zylinder mit abnehmbaren Zylinderdeckel eingesetzt. Zudem besitzt sie einen größeren Tank (von der DKW Z 500) und einen veränderten Klemmkopf, was die Verstellbarkeit des Lenkers verbesserte. Gegen Aufpreis lieferte der Hersteller für die E 300 auch ein Blockgetriebe.
|                       | E 250                                                   | E 300                                                   |
| --------------------- | ------------------------------------------------------- | ------------------------------------------------------- |
| Baujahre              | 1927–1928                                               | 1928–1929                                               |
| Motor                 | gebläsegekühlter Einzylinder-Zweitaktmotor, Kickstarter | gebläsegekühlter Einzylinder-Zweitaktmotor, Kickstarter |
| Steuerung             | Schlitzsteuerung                                        | Schlitzsteuerung                                        |
| Ladungswechsel        | Querstromspülung                                        | Querstromspülung                                        |
| Bohrung × Hub         | 68 × 68 mm                                              | 74 × 68 mm                                              |
| Hubraum               | 247 cm³                                                 | 292,5 cm³                                               |
| Nennleistung          | 6 PS (4,4 kW)                                           | 8 PS (5,9 kW)                                           |
| Vergaser              | Framo, Framo-E                                          | Framo-E                                                 |
| Schmierung            | Zweitaktgemisch 1 : 20                                  | Zweitaktgemisch 1 : 20                                  |
| Getriebe              | 3-Gang-Getriebe, getrennt eingebaut                     | 3-Gang-Getriebe, getrennt eingebaut                     |
| Endantrieb            | Kette                                                   | Kette                                                   |
| Rahmenbauart          | Rohrrahmen, unten offen                                 | Rohrrahmen, unten offen                                 |
| Radstand              | 1320 mm                                                 | 1320 mm                                                 |
| Sitzhöhe              | 700 mm                                                  | 700 mm                                                  |
| Radaufhängung vorn    | Parallelogrammgabel mit Schraubenfeder                  | Parallelogrammgabel mit Schraubenfeder                  |
| Radaufhängung hinten  | Starrrahmen                                             | Starrrahmen                                             |
| Bremsen               | Innenbackenbremsen vorn und hinten                      | Innenbackenbremsen vorn und hinten                      |
| Leergewicht           | 90 kg                                                   | 100 kg                                                  |
| Höchstgeschwindigkeit | 78 km/h                                                 | 80 km/h                                                 |
| Stückzahl             | ca. 8.000                                               | ca. 13.000                                              |